# Традонико, Пьетро
Пьетро Традонико (умер в 864) — 13-й венецианский дож с 836 года.

## Биография
Пьетро Традонико был избран дожем в 836 году, сменив на посту Джованни I Партечипацио. Семейство Партечипацио занимало перед этим пост дожа на протяжении двадцати восьми лет. Сразу же после избрания Традонико назначил соправителем своего сына Джованни, в надежде передать ему власть по наследству. Его планам не суждено было сбыться, сын умер раньше самого дожа. Следующим дожем опять стал представитель Партечипацио.
Традонико был выходцем из Истрии, не умел ни писать, ни читать. Подлинность документов подтверждал отпечатком пальца.
С начала своего правления вёл военные действия на побережье современной Хорватии. В 839 году дож заключил с князем Миславом мир.
В 840 году арабские пираты, сарацины, впервые появились в Адриатике. Нанеся поражение венецианскому флоту при Лозине, захватили города Бари и Таранто, опустошили побережье Хорватии. Венецианский флот с несгибаемым упорством противостоял пиратам.
В том же 840 году в заключённом между Византийской империей и франками Pactum Lotharii, и в Верденском договоре 843 года за Венецией закрепляется право на самоуправление.
В 864 году Пьетро Традонико был смертельно ранен во время мессы при закладке церкви Сан-Заккариа.